# 東海市立横須賀中学校
東海市立横須賀中学校（とうかいしりつ よこすかちゅうがっこう）は、愛知県東海市高横須賀町にある市立中学校。「質実・勤勉・奉仕」という校訓を掲げている。

## 概要
校歌
1953年（昭和28年）に制定。作詞は久松潜一博士、作曲は依田光正による。歌詞は3番まである。
校区
小学校区は東海市立横須賀小学校、東海市立大田小学校、東海市立加木屋小学校。
部活
部活が地域移行となる

## 歴史
1948年（昭和23年）に横須賀町立横須賀小学校グラウンドに校舎を建設し、1963年（昭和38年）に現在の場所に移転した。
1967年（昭和42年）、横須賀町が東海市になり、名称も横須賀町立から東海市立に変更になった。

## 部活動

### 運動部
- 野球部
- バレー部
- ソフトテニス部
- バスケットボール部
- ソフトボール部
- 陸上部
- 柔道部
- 剣道部
- サッカー部
- ハンドボール部

### 文化部
- 吹奏楽部
- 美術部